# Carlisle (Carolina del Sud)
Carlisle és una població dels Estats Units a l'estat de Carolina del Sud. Segons el cens del 2000 tenia 496 habitants.

## Demografia
Segons el cens del 2000, Carlisle tenia 496 habitants, 189 habitatges i 127 famílies. La densitat de població era de 134,9 habitants/km².
Dels 189 habitatges en un 27,5% hi vivien nens de menys de 18 anys, en un 38,6% hi vivien parelles casades, en un 22,2% dones solteres, i en un 32,8% no eren unitats familiars. En el 30,7% dels habitatges hi vivien persones soles el 12,7% de les quals corresponia a persones de 65 anys o més que vivien soles. El nombre mitjà de persones vivint en cada habitatge era de 2,62 i el nombre mitjà de persones que vivien en cada família era de 3,33.
Per edats la població es repartia de la següent manera: un 25,6% tenia menys de 18 anys, un 8,1% entre 18 i 24, un 28,8% entre 25 i 44, un 24,6% de 45 a 60 i un 12,9% 65 anys o més.
L'edat mediana era de 37 anys. Per cada 100 dones de 18 o més anys hi havia 76,6 homes.
La renda mediana per habitatge era de 21.875 $ i la renda mediana per família de 33.750 $. Els homes tenien una renda mediana de 26.667 $ mentre que les dones 16.447 $. La renda per capita de la població era de 10.190 $. Entorn del 23,6% de les famílies i el 26,8% de la població estaven per davall del llindar de pobresa.

## Poblacions més properes
El següent diagrama mostra les poblacions més properes.